# Phacidiaceae
Phacidiaceae is een grote familie uit de klasse Leotiomycetes, behorend tot de orde Phacidiales. De familie omvat 15 geslachten en bijna 300 soorten (peildatum februari 2022).

## Taxonomie
De familie Phacidiaceae bestaat uit de volgende 15 geslachten:
- Allantophomopsiella (1)
- Allantophomopsis (4)
- Apostrasseria (1)
- Bulgaria (21)
- Ascocoma (1)
- Calvophomopsis (1)
- Ceuthospora (91)
- Cornibusella (1)
- Darkera (5)
- Gloeopycnis (1)
- Lophophacidium (2)
- Phacidium (136)
- Phacidiopycnis (6)
- Pseudophacidium (25)
- Starbaeckia (1)